# Bruce Matthews
 Bruce Rankin Matthews (* 8. August 1961 in Raleigh, North Carolina) ist ein ehemaliger US-amerikanischer American-Football-Spieler auf der Position des Offensive Guards, Centers und Tackles. Er spielte von 1983 bis 2001 für die Houston Oilers, Tennessee Oilers und Tennessee Titans in der National Football League (NFL). Er wurde in seiner 19-jährigen Profilaufbahn, während der er kein einziges Spiel verpasste, 14 mal in den Pro Bowl gewählt und ist Mitglied in der Pro Football Hall of Fame, gewann aber nie den Super Bowl.

## College-Karriere
Matthews verbrachte seine Zeit am College an der University of Southern California, wo er auf allen drei Offensive-Line-Positionen spielte. In seinem letzten Jahr wurde er in die All-American-Auswahl gewählt.

## Profizeit
1983 wurde Matthews im NFL Draft als neunter Spieler in der ersten Runde von den damaligen Houston Oilers ausgewählt. Hier spielte er seine gesamte Profilaufbahn. Er spielte auf allen fünf Positionen der Offensive Line (99 Spiele als linker Guard, 67 als rechter Guard, 87 als Center, 22 als rechter Tackle und 17 als linker Tackle).
Während dieser Zeit trug er unter anderem maßgeblich zum Erfolg von Earl Campbell, Warren Moon, Eddie George und Steve McNair bei. 
Matthews hielt mit 292 Starts den NFL-Rekord, bis ihn Brett Favre 2010 einstellte. Während seiner gesamten NFL-Karriere musste er kein Spiel verletzungsbedingt aussetzen.
Insgesamt wurde er von 1987 bis zu seinem Karriereende 2001 zehnmal ins All-Pro-Team und 14-mal in Folge in den Pro Bowl berufen, einen Rekord, den er zusammen mit Merlin Olsen hält. Er wurde dreimal als Offensive Lineman des Jahres ausgezeichnet und wurde als Guard in das NFL 1990s All-Decade Team gewählt. 2007 wurde er in die Pro Football Hall of Fame aufgenommen. Seine Trikotnummer, die 74, wird von den Tennessee Titans nicht mehr vergeben.

## Nach der Profikarriere
Seit 2009 arbeitet Matthews als Assistenztrainer bei den Houston Texans.

## Persönliches
Mehrere Familienangehörige von Matthews sind ebenfalls erfolgreiche Footballspieler. Sein älterer Bruder Clay Matthews, Jr. spielte ebenfalls 19 Jahre lang  in der NFL für die Cleveland Browns und die Atlanta Falcons. Ihr Vater William Clay Matthews, Sr. war in den 50er Jahren mehrere Spielzeiten für die San Francisco 49ers aktiv. Drei von Bruce Matthews fünf Söhnen, unter anderem Jake Matthews von den Atlanta Falcons, spielen erfolgreich Football. Er ist auch der Onkel von William Clay Matthews III, der für die Los Angeles Rams spielte.